# 科隆比讷河 (莫尔特河支流)
科隆比讷河（法語：Colombine，發音：[kɔlɔ̃bin] ⓘ）是法国勃艮第-弗朗什-孔泰大区上索恩省的河流，是莫尔特河的左支流，长10.6千米，发源自沙尔塞讷，于索维涅莱格雷流入莫尔特河。